# Biernacice (województwo wielkopolskie)
Biernacice – wieś w Polsce położona w województwie wielkopolskim, w powiecie ostrowskim, w gminie Sieroszewice. Leżą nad Prosną, ok. 25 km na południowy wschód od Ostrowa.
Miejscowość przynależała administracyjnie przed rokiem 1887 do powiatu odolanowskiego, w latach 1975–1998 do województwa kaliskiego, a w latach 1887-1975 i od 1999 do powiatu ostrowskiego.